# Elivia Ricci-Ballotta
Elivia Ricci-Ballotta (ur. 14 grudnia 1936) – włoska lekkoatletka, dyskobolka i kulomiotka.
Sześciokrotnie ustanawiała rekord kraju w rzucie dyskiem (do 52,99 w 1965), trzykrotnie poprawiała rekord Włoch w pchnięciu kulą (do 14,61 w 1966). Wielokrotna mistrzyni Włoch w obu konkurencjach. W 1965 została międzynarodową mistrzynią Wielkiej Brytanii w rzucie dyskiem (AAA Championships) i to w tej konkurencji wielokrotnie reprezentowała Włochy w międzynarodowych zawodach.
Jej mąż – Edmondo także był rekordzistką Włoch (w skoku o tyczce), również ich córka – Laura uprawiała tę konkurencję.

## Osiągnięcia
| Rok  | Impreza            | Miejsce   | Lokata      | Wynik |
| ---- | ------------------ | --------- | ----------- | ----- |
| 1958 | Mistrzostwa Europy | Sztokholm | 11. miejsce | 45,11 |
| 1959 | Uniwersjada        | Turyn     | 2. miejsce  | 45,56 |
| 1966 | Mistrzostwa Europy | Budapeszt | 12. miejsce | 48,80 |